# ケミカル・アンダーグラウンド
ケミカル・アンダーグラウンド（Chemikal Underground）はスコットランドの都市、グラスゴーを拠点にしたインディペンデント・レコード・レーベル。1994年、オルタナティブ・ロック・バンド、ザ・デルガドスが、自身のシングル「Monica Webster/Brand New Car」をリリースするために設立。その後、スコットランドのバンドを中心に多くのリリースを重ねている。
レーベルの2作目にあたるBisの「The Secret Vampire Soundtrack EP」は成功を収め、BBCのヒットチャート番組「Top of the Pops」に選出。レーベルが成長するきっかけを作った。現在までのところ「The Secret Vampire Soundtrack EP」は、ケミカル・アンダーグラウンドの唯一のトップ40である。つづいて、モグワイ、アラブ・ストラップのデビュー・アルバムをリリースするなど、90年代の後半にリリースしたアーティストの作品は特に大きな成功を収めた。現在までに、Magoo、Aereogramme、Cha Cha Cohen、Sluts of Trust, Suckle、The Radar Brothers、Sister Vanilla、Mother and the Addicts、De Rosa、The Phantom Band、Angil And the Hiddntracksをリリース。また、アラブ・ストラップのエイダン・モファット、マルコム・ミドルトンのソロ作、ザ・デルガドスのアラン・ウッドワードのソロ作（Lord Cut-Glass）もリリースしている。

## 主要アーティスト
※過去に在籍したアーティストも含む
- エアーエオグラム(Aereogramme)
- エイダン・ジョン・モファット(Aidan John Moffat)
- オンジェル・アンド・ザ・ヒドゥントラックス(Angil & the Hiddentracks)
- アラブ・ストラップ(Arab Strap)
- ビス(Bis)
- チャ・チャ・コーヘン(Cha Cha Cohen)
- デ・ローザ(De Rosa)
- ロード・カット・グラス(Lord Cut-Glass)
- マグー(Magoo)
- マルコム・ミドルトン(Malcolm Middleton)
- モグワイ(Mogwai)
- マザー・アンド・ジ・アディクツ(Mother and the Addicts)
- シスター・ヴァニラ(Sister Vanilla)
- スラッツ・オブ・トラスト(Sluts of Trust)
- サックル(Suckle)
- ザ・デルガドス(The Delgados)
- ザ・ファントム・バンド(The Phantom Band)
- ザ・レーダー・ブラザーズ(The Radar Brothers)